# Бугринська сільська територіальна громада
Бугринська сільська територіальна громада — територіальна громада України, в Рівненському районі Рівненської області. Адміністративний центр — село Бугрин.
Площа громади — 90,18 км², населення — 4270 мешканців (2018).
Утворена 12 серпня 2015 року шляхом об'єднання Бугринської та Посягвівської сільських рад Гощанського району.

## Населені пункти
До складу громади входять 12 сіл: Башине, Бугрин, Вільгір, Зарічне, Колесники, М'ятин, Новоставці, Олексіївка, Посягва, Сергіївка, Угільці та Ясне.